# Crkva Zvijezda mora u Hvaru
Crkva Zvijezda mora je katolička crkva u Hvaru, na adresi Obala Fabrika 37.

## Opis
Jednobrodna građevina s pravokutnom apsidom i polukružno oblikovanim pročeljem sagrađena je u prvoj polovini 18. stoljeća. Izvorno posvećena sv. Josipu, kasnije je preposvećena Bogorodici u izrazu zaštitnice mornara. Zadužbina je obitelji Boglić. Zanimljiva je zbog svojeg polukružnog zaključka pročelja i jedna je od rijetkih takvih primjera. U crkvi se čuva glavni oltar iz ukinute augustinske crkve posvećen Gospi od Pasca.

## Zaštita
Pod oznakom Z-5868 zavedena je kao nepokretno kulturno dobro - pojedinačno, pravna statusa zaštićena kulturnog dobra, klasificirano kao "sakralna graditeljska baština".

## Vanjske poveznice
|  | Zajednički poslužitelj ima još gradiva o temi Crkva Zvijezda mora u Hvaru |